# Gabrovnitsa (vattendrag i Bulgarien, Oblast Sofija, lat 43,07, long 23,47)
Gabrovnitsa (bulgariska: Габровница) är ett vattendrag i Bulgarien.   Det ligger i regionen Sofijska oblast, i den västra delen av landet, 40 km norr om huvudstaden Sofia.
I omgivningarna runt Gabrovnitsa växer i huvudsak lövfällande lövskog. Runt Gabrovnitsa är det ganska glesbefolkat, med 43 invånare per kvadratkilometer.